# Massaker im Saulx-Tal

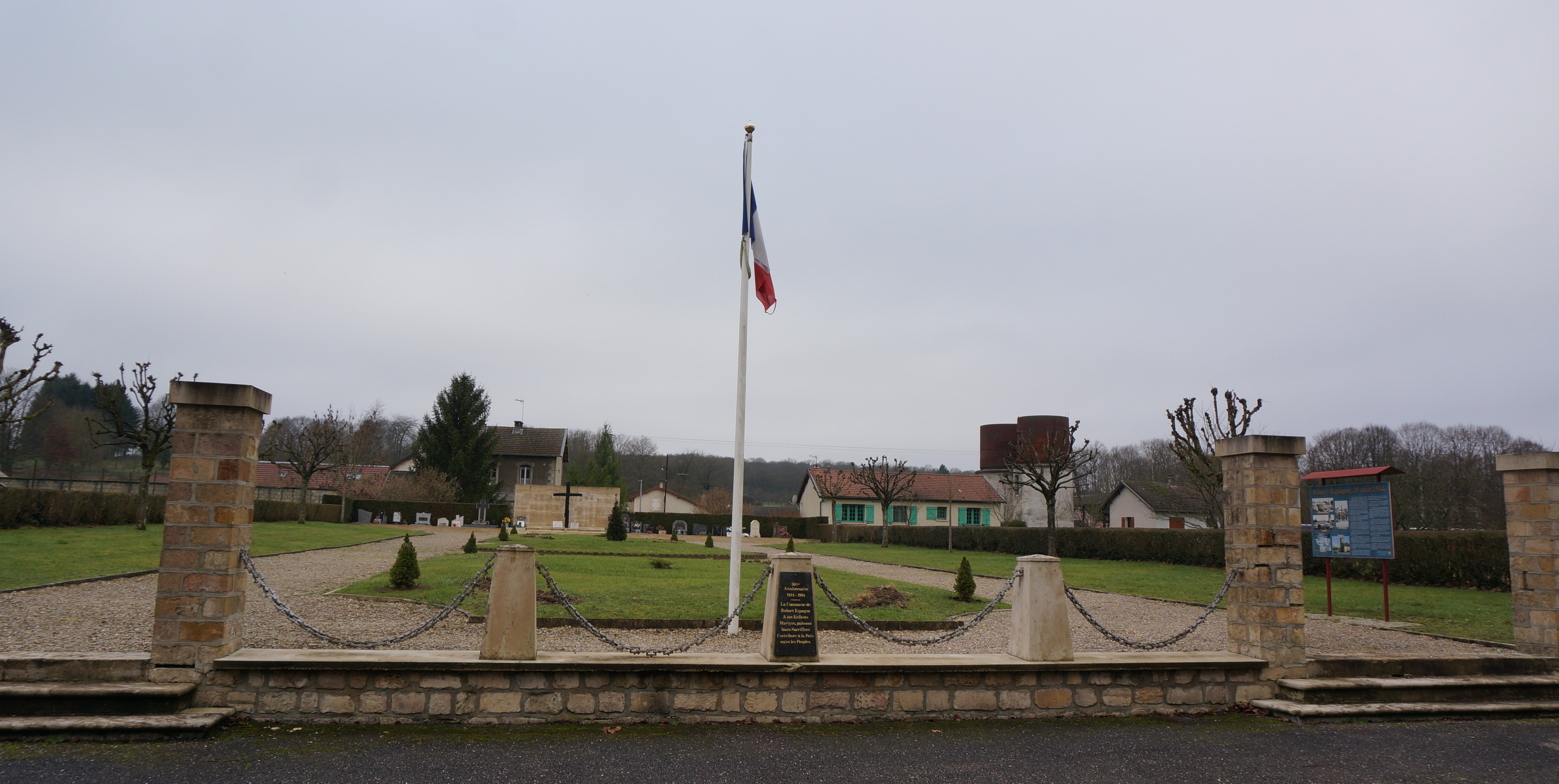
Gedenkstätte in Robert-Espagne

Als Massaker im Tal der Saulx wird die Ermordung von 86 Einwohnern der Gemeinden Couvonges, Robert-Espagne, Beurey-sur-Saulx, Mognéville und Trémont-sur-Saulx im Departement Meuse am 29. August 1944 während des Zweiten Weltkriegs bezeichnet.
Das Massaker im Saulx-Tal war eines der sechs großen Massaker, die 1944 in Frankreich von deutschen Soldaten begangen wurden. Während die Massaker von Oradour-sur-Glane, Vercors, Maillé, Tulle und Ascq das Werk der Waffen-SS waren, wurde das im Saulx-Tal von Soldaten der Wehrmacht begangen.

## Vorgeschichte
Anfang August 1944 beschloss Hitler, die zu der Zeit in der italienischen Region Florenz befindliche 3. Panzergrenadier-Division nach Frankreich zu verlegen. Somit traf eines ihrer Regimenter, das Panzergrenadier-Regiment 29, am 28. August südwestlich von Bar-le-Duc ein. Die verschiedenen Einheiten wurden auf mehrere Dörfer zwischen Bar-le-Duc und Saint-Dizier (Haute-Marne) verteilt, insbesondere im Saulx-Tal. Angesichts des Vorrückens der Alliierten bestand die Mission dieses Regiments nicht mehr darin, gegen die US-Amerikaner zu kämpfen, sondern den Rückzug anderer deutscher Einheiten zu decken. Es ging darum, die Alliierten zu täuschen, indem man den Glauben an eine feindliche Präsenz wichtiger macht, als sie in Wirklichkeit ist. Einer der deutschen Konvois befand sich am Morgen des 29. August im Wald bei Robert-Espagne und wurde von einer kleinen Gruppe lokaler Widerstandskämpfer angegriffen. Dies belegten einige Tage später erstellte Polizeiberichte. Vermutlich wurde ein deutscher Offizier verwundet. Dieser gab dann sofort den Befehl, den Zugang zu den Dörfern im Tal zu sperren, die er durchqueren wollte.

## Ablauf der Ermordungen
Die Soldaten hatten es am Morgen des 29. August hauptsächlich auf vier Dörfer abgesehen: Robert-Espagne, Beurey-sur-Saulx, Couvonges und Mognéville. Dort behinderten sie die Menschen, die friedlich ihren täglichen Aufgaben nachgingen. Sie griffen die Männer auf, die sich in der Mittagszeit von ihren Feldern und Arbeitsplätzen nach Hause begaben. Die Häuser wurden systematisch durchsucht, geplündert und in Brand gesetzt. Frauen und Kinder flohen auf die Höhen seitlich des Tals. In Robert-Espagne, Couvonges und Mognéville wurden die aufgegriffenen Männer zusammengetrieben. In den ersten beiden Orten wurden sie gegen 15 Uhr mit Maschinengewehren niedergeschossen. In Mogneville gelang es einem deutschsprachigen Notar, über die Freilassung der Geiseln zu verhandeln, dennoch mussten in diesem Dorf eine Frau und zwei Männer ihr Leben lassen. In Beurey-sur-Saulx schafften es mehrere Malgré-nous-Wehrmachtsoldaten aus Elsass-Lothringen, die Dorfbewohner diskret zur Flucht aufzufordern. In diesem Dorf gab es trotzdem 6 Todesopfer, 5 ältere Männer und ein junges Mädchen. Diese wurden vor ihren brennenden Häusern erschossen oder in einem Schützengraben getötet. Die Zahl der Opfer in Robert-Espagne beläuft sich auf 51, darunter 49 Männer, die in der Nähe des Bahnhofs erschossen wurden, ein weiterer wurde auf einem Bauernhof niedergestreckt, das 51. Opfer wurde dann noch am 31. August im Wald erschossen. In Couvonges gab es 26 tote Männer. In Trémont-sur-Saulx, einem Nachbarort von Robert-Espagne, hatte ein 16-jähriges Mädchen das Pech, von Soldaten des 29. Regiments gesehen zu werden, die sie einfach erschossen.
Allein an diesem 29. August ist die Gesamtopferzahl im Tal der Saulx sehr hoch: 86 Menschen wurden getötet und mehrere hundert Häuser abgebrannt und zerstört (54 von 60 Häusern in Couvonges und 200 von 300 Häusern in Robert-Espagne).
Unter den Toten in Robert-Espagne befanden sich auch drei Polizisten der örtlichen Brigade: Oberfeldwebel Robert Delahaye (Kommandant der Brigade) und die beiden Gendarmen Raymont Bilot und Gaston Dagonnet. Zwei weiteren Gendarmen (Albrecht und Hubert) gelang die Flucht und sie suchen Zuflucht im nahe gelegenen Wald.

## Bestrafung der Täter
Gleich nach der Befreiung Frankreichs wurde die Suche nach den Schuldigen aufgenommen. 1950 wurde gegen acht deutsche Offiziere und Soldaten Anklage erhoben – doch alle waren längst nicht mehr in Frankreich. Das Militärgericht in Metz verurteilte sie in Abwesenheit – vier zum Tode, vier zu lebenslänglicher Haft. Das Urteil wurde nie vollstreckt, da keiner von ihnen gefunden wurde.

## Gedenken

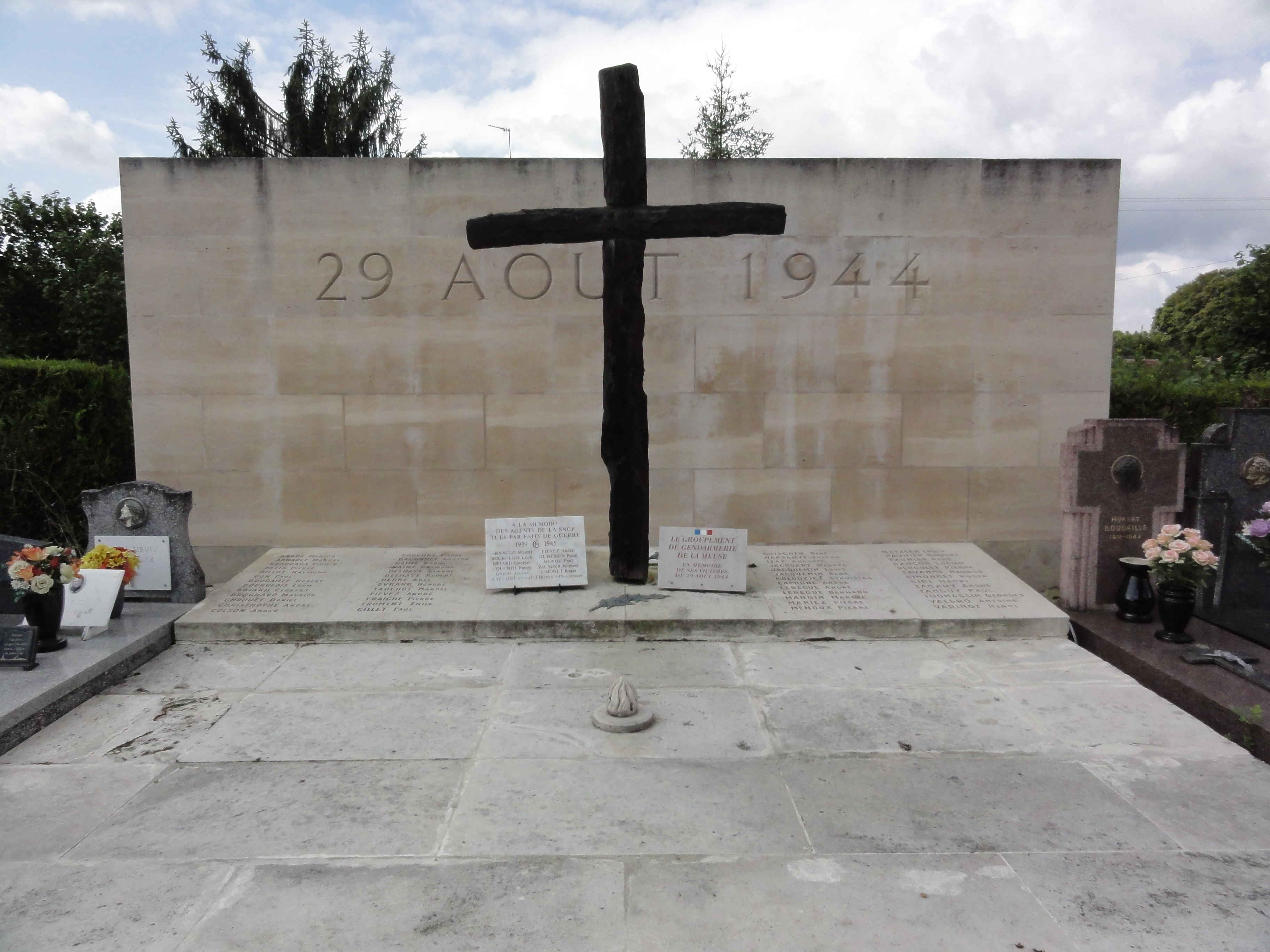
Monument des fusillés 1944

Die Bewohner der zerstörten Gemeinden waren sich einig: Wieder aufbauen – aber nie vergessen. Bereits 1944 wurden vorläufige Gedenkorte errichtet. Der Vorschlag von de Gaulle für eine gemeinsame Gedenkstätte wurde nicht aufgegriffen; der 1946 gelegte Gedenkstein liegt oberhalb der Straße Beurey ↔ Robert-Espagne in einem Feld. Die Gemeinden haben in der Folgezeit in unterschiedlicher Form des Massakers und der Zerstörungen gedacht. Das 1944 in Robert-Espagne bei der Beisetzung der Leichen aufgestellte Kreuz aus verkohltem Holz steht jetzt an dem dortigen Monument des Fusillés, der neuen Gedenkstätte für die Erschossenen. Vor einer Mauer aus hellem Sandstein mit der schlichten Aufschrift „29. August 1944“. Am Boden sind die Namen der Opfer eingemeißelt. Zwei Gedenktafeln erinnern an die Opfer unter den Eisenbahnern und Gendarmen. Auf der Stele am Eingang zur Gedenkstätte ist zu lesen: „Die Gemeinde Robert“.
Im Wald südöstlich vom Dorf steht auf einem Gedenkkreuz: „Im Gedenken an das letzte Opfer des Märtyrer-Tals. Hier ist am 31. August 1944 mittags Firmin Beaudaux gefallen, Tischler, geboren am 2. August 1899, erschossen von Soldaten der deutschen Wehrmacht auf dem Rückzug“.